# Стрептомицин
Стрептомицин је први антибиотик из групе аминогликозида који је откривен, и први је антибиотик који је коришћен у борби против туберкулозе. Стрептомицин се добија из микроорганизма Actinobacterium Streptomyces griseus. Стрептомицин делује тако што блокира развој бектерије заустављањем синтезе протеина бактерије. Антибиотик се веже на 23S рибозомалну РНК бактеријског рибозома, и на тај начин се спречава процесирање полипептидног ланца. Људи имају рибозоме који се структурно разликују од рибозома бактерија, те овај антибиотик нема негативно дејство на синтезу протеина у ћелијама људи. Стрептомицин се не даје оралним путем, већ се даје путем инјекција.
Стрептомицин је први пут синтетички направњен 19. октобра 1943. године у лабораторији Селман Абрахам Ваксмана на Ратџерс Универзитету, од стране Алберта Шаца, студента који је у то време радио свој магистарски рад. Ваксман и колеге у његовој лабораторији, су синтетисали број антибиотика, међу којима су и актиномицин, клавицин, стрептотрицин, грисеин, беомицин, и др. Два антибиотика су наишла на широку употребу, стрептомицин и неомицин, у борбама против инфективних болести. Ваксману се приписује да је осмислио термин антибиотик.
Детаљи и додељивање признања откривању овог антибиотика је разлог спора између Ваксмана и Шаца, који је резултовао у правни спор. Спор је избио око тога коме да се припише признање за ово откриће. Наиме, у то време Шац је био студент који је радио на свом магистарском раду, који је за студију имао механизам дејства антибиотика, и био је вођа групе која је радила на стрептомицину. Међутим, лабораторија, као и лабораторијске машине су припадале Ваксману. И даље траје дебата о томе да ли је требало укључити и Шаца у Нобелову награду која је додељена 1952. године. Комитет института који додељује Нобелову награду је издао саопштење да награда није додељена због самог открића (стрептомицина), већ се узео у обзир и развој метода и техника које су довеле до тог открића.
Правни спор је окончан у корист Шаца и званична одлука је била та да се Шац укључи у награду која је додељена 1952. године као један од ко-откривача. Шацу је такође додељена Ратџерсова медаља 1994. године када је напунио 74. годину. Нажалост, овај спор је имао негативног утицаја на каријере оба научника, Ваксмана и Шаца, и дебата траје и данас.